# El tango en el cine
 El tango en el cine  es una película documental de montaje de Argentina dirigida por Guillermo Fernández Jurado y Rodolfo Corral según el guion de los directores escrito en colaboración con Jorge Miguel Couselo y textos de Mariano Calistro y Jorge Miguel Couselo que no se exhibió comercialmente pero se estrenó en la Sala Leopoldo Lugones del Teatro General San Martín el 23 de octubre de 1980. El filme contó con la participación de Lucas Demare y la locución estuvo a cargo de Héctor Conlazo.

## Sinopsis
Es un filme de montaje con escenas de 30 películas de Argentina y de otros países vinculadas con el tango.

## Reparto
- Lucas Demare…
- Héctor Conlazo …Locución

## Comentarios
Claudio España dijo:

”Es una visión cariñosa y, además, la primera recopilación abarcadora de la mayor parte de la expresión de esa música.”

Manrupe y Portela escriben:

”Es una antología importantepara una aproximación a la relación entre los dos fenómenos culturales que involucran al cine y el tango .”